# Electronic Music Studios
Electronic Music Studios startades i London 1969 av Peter Zinovieff & David Cockerell för att de skulle kunna experimentera med elektronisk musik. Snart började de även tillverka och sälja synthesizers bland annat EMS Synthi-A som använts flitigt bland annat av Pink Floyd.